# Zhaojia (socken i Kina, Shandong)
Zhaojia (kinesiska: 赵家乡, 赵家) är en socken i Kina. Den ligger i provinsen Shandong, i den östra delen av landet, omkring 94 kilometer norr om provinshuvudstaden Jinan.
Genomsnittlig årsnederbörd är 755 millimeter. Den regnigaste månaden är juli, med i genomsnitt 289 mm nederbörd, och den torraste är mars, med 5 mm nederbörd.